# جاي هاريس
جاي هاريس (بالإنجليزية: Jay Harris)‏ (15 أبريل 1987 بليفربول في المملكة المتحدة - ) هو لاعب كرة قدم بريطاني في مركز الوسط. لعب مع نادي أكرينغتون ستانلي ونادي إيفرتون ونادي ترانمير روفرز لكرة القدم ونادي ريكسهام ونادي تشستر سيتي.

## وصلات خارجية
- جاي هاريس على موقع قاعدة بيانات كرة القدم.إي يو (الإنجليزية)
- جاي هاريس على موقع Soccerbase.com (لاعب) (الإنجليزية)
- جاي هاريس على موقع Soccerway.com (الإنجليزية)